# 施瓦茨河 (萊茵河支流)
51°19′20″N 6°44′6″E / 51.32222°N 6.73500°E

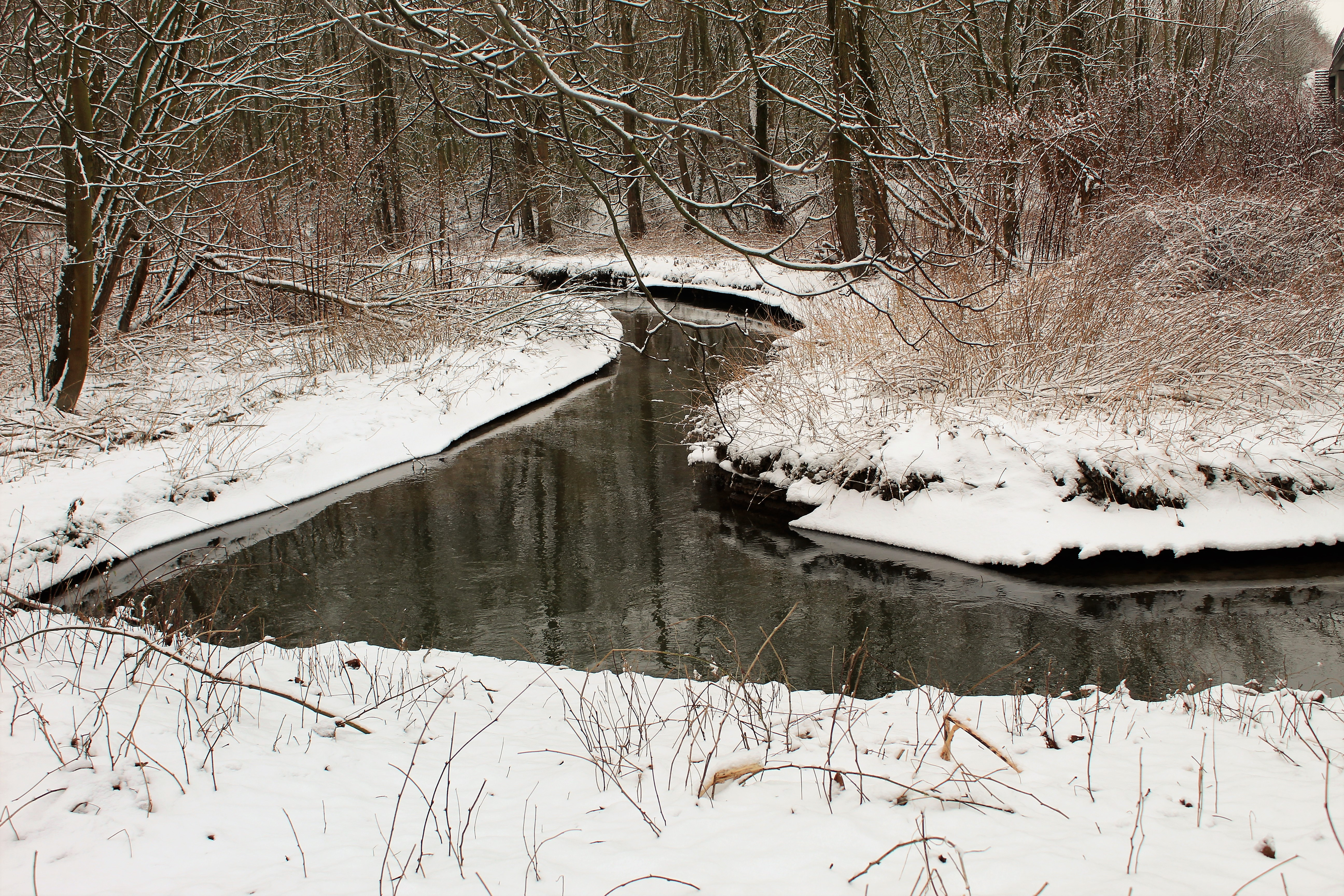

施瓦茨河（德語：Schwarzbach），是位于德國西部的一条河流，處於北萊茵-威斯特法倫州，屬於萊茵河的支流，河道全長27公里，流域面積55平方公里。